# Józsi Jenő Tersánszky
Józsi Jenő Tersánszky (ur. 12 września 1888 w mieście Nagybánya (obecnie Baia Mare), zm. 12 czerwca 1969 w Budapeszcie) – węgierski pisarz.
Był jedną z barwniejszych postaci węgierskiej cyganerii literackiej. W 1916 napisał antywojenną powieść Viszontlátásra, drága (Do widzenia, moja droga) zaliczaną do najlepszych dzieł z tego gatunku w węgierskiej literaturze. W latach 1923–1943 publikował w sześciu tomach cykl powieściowy Kakuk Marci ifjúsága (Młodość Marciego Kakuka) zawierający elementy powieści łotrzykowskiej. Jest również autorem dramatów oraz utworów dla dzieci i młodzieży.